# Rio Cracu Tisei
O Rio Cracu Tisei é um rio da Romênia, afluente do Cheia, localizado no distrito de Vâlcea.